# Biônicos
Biônicos är en brasiliansk äventyrs- och actionfilm som hade premiär på Netflix den 29 maj 2024. Filmen är regisserad av Afonso Poyart efter ett manus skrivet av Josefina Trotta.

## Handling
Filmen utspelar sig år 2035 och teknologin har förändrat världen. Inte minst sportvärlden där atleter har tillgång till biotiska proteser som låter dem hoppa längre, springa snabbare och prestera bättre än förr.

## Rollista (i urval)
- Jessica Córes
- Christian Malheiros
- Bruno Gagliasso